# Niedermoor südlich Niederleierndorf
Koordinaten: 48° 49′ 24″ N, 12° 4′ 50″ O
Das Naturschutzgebiet Niedermoor südlich Niederleierndorf liegt im niederbayerischen Landkreis Kelheim südlich von Niederleierndorf, einem Ortsteil des Marktes Langquaid. 
Am nördlichen und östlichen Rand des Gebietes und östlich davon fließt die Alte Laber und nördlich die Große Laber. Nördlich verläuft die St 2144 und östlich die KEH 28.

## Bedeutung
Das rund 62 ha große Gebiet mit der Nr. NSG-00212.01 wurde im Jahr 1984 unter Naturschutz gestellt.